# 上州福島站

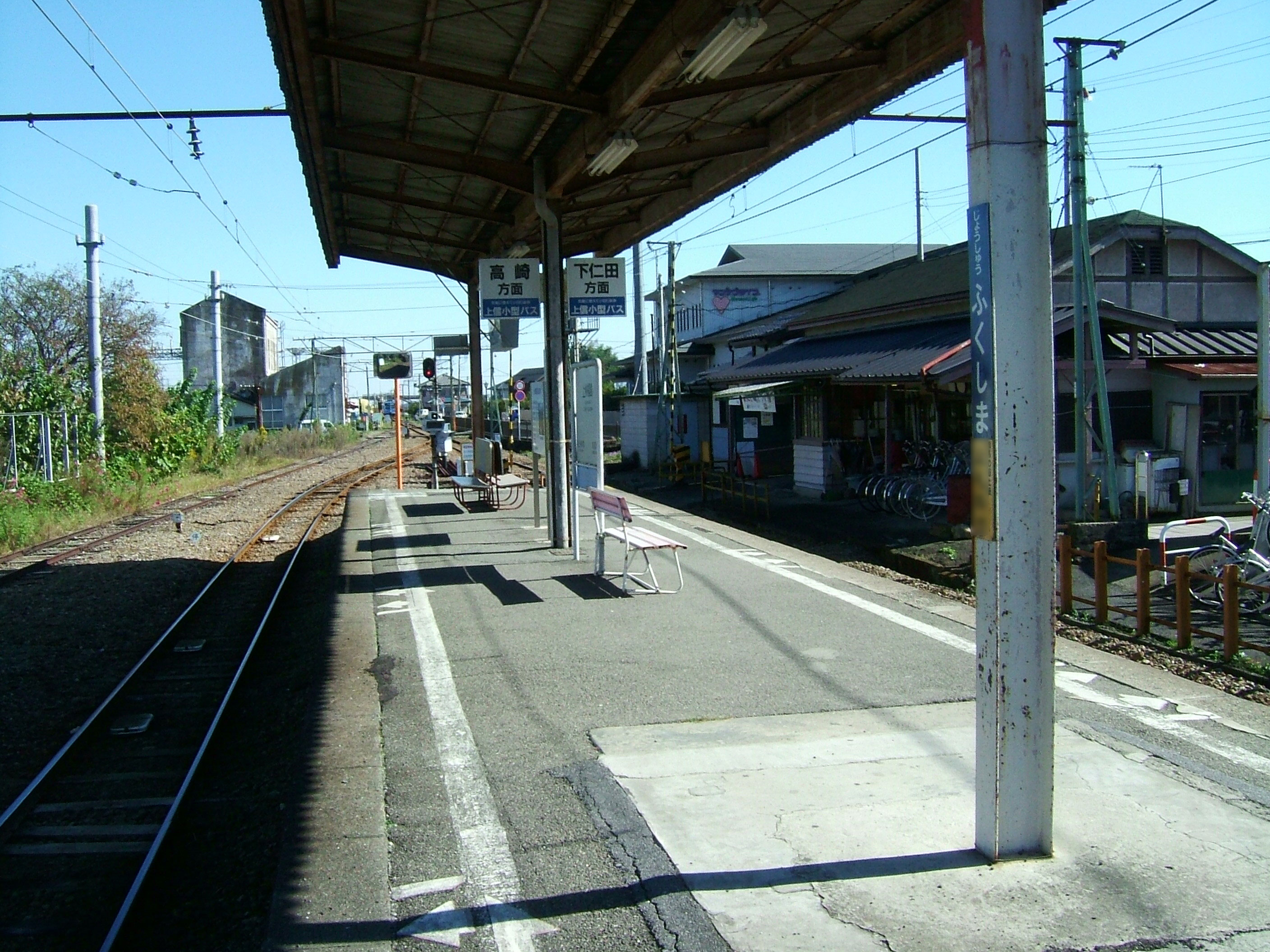
月台（2008年10月）

上州福島站（日语：／ Jōshū-Fukushima eki */?）是位於群馬縣甘樂郡甘樂町福島664番5號，上信電鐵的上信線車站。

## 歷史
- 1897年（明治30年）5月5日：福島站啟用。
- 1921年（大正10年）
  - 8月25日：公司名稱變更，成為上信電氣鐵道車站。
  - 12月17日：車站改名為上州福島站。
- 1964年（昭和39年）5月27日：公司名稱變更，成為上信電鐵車站。

## 車站構造
此站是地面車站，設有1面2線的島式月台。另外位於下仁田一方設有側線，該處放置了貨車。此站設有廁所（濕廁）。在車站靠近一方高崎設有於大正年間建設的上信電鐵福島變電站。
此站是委託車站。平日日間至晚間，以及星期六日的日間經常設有1名站員當值，其他時間無人當值。此站沒有自動售票機，此站購買的車票全都是硬式車票。在車站職員當值時候，此站可寄存行李（收費服務）。

### 月台
| 月台         | 路線    | 方向       |
| ------------ | ------- | ---------- |
| 車站大樓一方 | ■上信線 | 下仁田方向 |
| 車站大樓對面 | ■上信線 | 高崎方向   |

## 使用狀況
| 1日乘車人次變化 | 1日乘車人次變化 |
| 年度            | 1日平均人次     |
| --------------- | --------------- |
| 2011年          | 280             |
| 2012年          | 294             |
| 2013年          | 292             |
| 2014年          | 287             |
| 2015年          | 280             |
| 2016年          | 277             |
| 2017年          | 283             |
| 2018年          | 297             |

## 車站周邊
- 小幡藩（日语：小幡藩）城下町 - 由織田信雄的第四個兒子織田信良（日语：織田信良）成立的城下町。
- 甘樂町公所
- 福島郵局
- 甘樂町社區設施
- 笹森稻荷神社
- 群馬縣道205號福島停車場線（日语：群馬県道205号福島停車場線）
- 群馬縣道197號下高尾小幡線（日语：群馬県道197号下高尾小幡線）
- 國道254號

## 巴士路線
| 乘車處             | 系統   | 主要途經               | 目的地 | 巴士公司 | 備註 |
| ------------------ | ------ | ---------------------- | ------ | -------- | ---- |
|                    | 那須線 | 歷史資料館、秋畑小學前 | 那須   | 上信租賃 |      |
| 綜合醫院、富岡小學 | 那須線 | 富岡站                 |        | 上信租賃 |      |

## 相鄰車站
上信電鐵
上信線
上州新屋－上州福島－東富岡

## 注腳
1. ↑  國土數値資訊(不同車站的上下車人次數據)  （页面存档备份，存于）（日語） - 國土交通省，2019年7月16日參閲
2. ↑  國土數値資訊(不同車站的上下車人次數據)  （页面存档备份，存于）（日語） - 國土交通省，2020年9月23日參閲

## 外部連結
- 上州福島 | 上信電鐵株式會社 （页面存档备份，存于）（日語）